# Затока Шеліхова
Ше́ліхова (Пенжинська) затока (рос. Шелихова (Пенжинский) залив) — затока у північно-східній частині Охотського моря між узбережжям Азії і західним берегом півострова Камчатки в Магаданській області і Коряцькому окрузі Російської Федерації. Південною межею затоки служить лінія, що з'єднує мис Толстой на півострові П'ягіна з мисом Утколоцьким на Камчатці. У північній частині півостровом Тайгоносом розділяється на Гіжигінську губу та Пенжинську губу. Довжина — 650 км, ширина на вході — 130 км, найбільша ширина — 300 км, переважаючі глибини 50—150 м, найбільша — 350 м. Відкрита у 1651 році землепроходцем Михайлом Стадухіним. Назву отримала на початку XX століття на честь російського мореплавця Григорія Шеліхова.
Західний берег облямований високими відрогами Колимського гірського хребта, а до східного берега підступають гори Камчатки. Прибережні гори мають середню висоту 460 м, проте окремі з них перевищують 1 000 м. Низькі піщані береги зустрічаються у вершинах бухт. Порізані береги відносно слабо. На берегових урвищах пташині базари.
Острови затоки розташовані поблизу побережжя і невеликі за розмірами. Найбільш віддалені від берегової лінії Ямські острови знаходяться за 16 км від східного берега півострова П'ягіна.
З грудня по травень вода вкрита шаром льоду. У північній частині плавучі льоди залишаються влітку. Припливи неправильні, добові. Висота сягає 12,9 м що робить їх одними з найвищих у світі. З цієї причини було розглянуто будівництво припливної електростанції в цьому регіоні.
У затоку впадають річки Гіжига, Пенжина, Яма, Воямполка , Малкачан, Кінкіль, Еталона, Ургиваям, Пилгаваям, Рамлевеем, Елтаваям, Матаваям, Лісова, Палана, Кокирто, Майнкаптал, Рекіннікі, Кахтана, Тогатон, Теві. Населених пунктів на берегах затоки мало; зосереджені вони головним чином поблизу гирл Пенжини і Гіжиги.
Затока багата рибними ресурсами. Об'єктами рибальства є оселедець, корюшка, палтус, камбала, далекосхідна навага.